# ヒメノモチ
ヒメノモチは、イネ（水稲）の品種の1つ。1962年（昭和37年）に旧東北農業試験場において、大系227を母、コガネモチを父として人工交配し、選抜固定を図った糯種（もち米）である。登録番号は水稲農林糯221号（1972年5月登録）。旧系統名は奥羽糯277号。

## 特性
早晩性は中生。倒伏抵抗性は糯種としては強いとされるが、水稲全体での耐倒伏性は「やや弱」とされる。いもち病に強く、オトメモチよりも収量性や食味は若干よい。
もち米の中でも作付面積の多い品種、且つ、もち米の最高品種である。

## リンク
- もち米の品種について